# Cuggiono
Cuggiono é uma comuna italiana da região da Lombardia, província de Milão, com cerca de 7.353 habitantes. Estende-se por uma área de 14 km², tendo uma densidade populacional de 525 hab/km². Faz fronteira com Castano Primo, Buscate, Arconate, Robecchetto con Induno, Inveruno, Galliate (NO), Mesero, Bernate Ticino.

## Demografia
| Variação demográfica do município entre 1861 e 2011                               |
|                                                                                   |
| Fonte: Istituto Nazionale di Statistica (ISTAT) - Elaboração gráfica da Wikipedia |